# Еліптична функція
У комплексному аналізі еліптична функція — мероморфна періодична в двох напрямах функція, задана на комплексній площині. Еліптичні функції можна розглядати як аналоги тригонометричних (що мають тільки один період). Історично, еліптичні функції були відкриті як функції, обернені до еліптичних інтегралів.

## Визначення
Еліптичною функцією називають таку мероморфну функцію {\displaystyle f}, визначену на області {\displaystyle \mathbb {C} }, для якої існують два ненульові комплексні числа {\displaystyle a} і {\displaystyle b}, таких що:
{\displaystyle f(z+a)=f(z+b)=f(z),\quad \forall z\in \mathbb {C} }
а також частка {\displaystyle {\frac {a}{b}}} не є дійсним числом.
З цього виходить, що для будь-яких цілих {\displaystyle m} і {\displaystyle n}:
{\displaystyle f(z+ma+nb)=f(z)\forall z\in \mathbb {C} }.
Будь-яке комплексне число {\displaystyle \omega }, таке що 
{\displaystyle f(z+\omega )=f(z)\forall z\in \mathbb {C} }, 
називають періодом функції {\displaystyle f}. 
Якщо еліптична функція {\displaystyle f(z)} не рівна константі, то усі її періоди утворюють адитивну дискретну підгрупу комплексних чисел:
Дійсно якщо {\displaystyle \omega _{1}} і {\displaystyle \omega _{2}} два періоди еліптичної функції то {\displaystyle -\omega _{1},\omega _{1}+\omega _{2},0\,} теж є періодами, отже періоди утворюють адитивну групу. Щоб довести, що дана група є дискретною достатньо знайти константу {\displaystyle C>0} таку, що єдиним періодом, що задовольняє нерівність {\displaystyle |\omega |<C\,} є {\displaystyle \omega =0\,}. Нехай {\displaystyle z_{0}\in \mathbb {C} } — деяка неособлива точка. Тоді в деякому околі цієї точки функція {\displaystyle f(z)} рівна сумі свого ряду Тейлора:
{\displaystyle f(z)=c_{0}+c_{1}(z-z_{0})+c_{2}(z-z_{0})^{2}+\ldots }
В достатньо малому околі ця сума домінується першим ненульовим членом, тож для деякої константи {\displaystyle C>0} маємо:
{\displaystyle 0<|z-z_{0}|<C\Longrightarrow f(z)\neq c_{0}}
що й доводить твердження.
Усі дискретні адитивні підгрупи комплексних чисел ізоморфні {\displaystyle \mathbb {Z} } або {\displaystyle \mathbb {Z} \oplus \mathbb {Z} }. Еліптичним функціям відповідає другий випадок. Такі групи називаються ґратками. 
Відповідно для кожної еліптичної функції не рівної константі існують фундаментальні періоди, тобто періоди {\displaystyle a} і {\displaystyle b} такі, що будь-який період {\displaystyle \omega } може бути записано як:
{\displaystyle \omega =ma+nb\,}.
Дана пара не є єдиною. Якщо a і b — фундаментальні періоди, що визначають деяку ґратку, то таку ж ґратку визначають і фундаментальні періоди d'  і c'  де d'  = p a + q b і c'  = r a + s b де p, q, r і s — цілі числа, що задовольняють рівність p s − q r = 1. Тобто детермінант матриці:
{\displaystyle {\begin{pmatrix}p&q\\r&s\end{pmatrix}}}
рівний одиниці.
Паралелограм: {\displaystyle \{\mu a+\lambda b\mid 0\leq \mu ,\lambda \leq 1\}} називається фундаментальним паралелограмом. На даному паралелограмі еліптична функція набуває всіх своїх значень. 

## Властивості
- Будь-яка еліптична функція має скінченну кількість полюсів в межах фундаментального паралелограма.

Дане твердження випливає з того, що за означенням усі особливі точки цієї функції є ізольованими. Відповідно множина полюсів не має граничної точки, оскільки в усіх точках крім полюсів функція є неперервною. Оскільки фундаментальний паралелограм є компактною множиною з теореми Больцано-Вейєрштраса випливає, що множина полюсів є скінченною.
- Еліптична функція, що не має жодного полюсу рівна константі:

Якщо еліптична функція {\displaystyle f(z)} не має полюсів то вона неперервна в усій множині {\displaystyle \mathbb {C} }. Оскільки фундаментальний паралелограм є компактною множиною, то для всіх його точок виконується нерівність {\displaystyle |f(z)|\leq M} для деякого дійсного числа M. Зважаючи на періодичність дана нерівність виконуватиметься в усій комплексній площині. Отже {\displaystyle f(z)} — обмежена, аналітична функція і згідно з теоремою Ліувіля вона рівна константі.
- Якщо еліптична функція {\displaystyle f(z)} не має полюсів на межі паралелограма {\displaystyle \alpha +\Pi }, то сума лишків {\displaystyle f(z)} у всіх полюсах, що знаходяться всередині {\displaystyle \alpha +\Pi } рівна нулю. (Друга теорема Ліувілля)

- Будь-яка еліптична функція з періодами {\displaystyle a} і {\displaystyle b} може бути представлена у вигляді

{\displaystyle f(z)=h(\wp (z))+g(\wp (z)){\wp }'(z)}
Де h, g — раціональні функції, {\displaystyle \wp (z)} — функція Вейєрштрасса з тими ж періодами що і у {\displaystyle f(z)}. Якщо при цьому {\displaystyle f(z)} є парною функцією, то її можна представити у вигляді {\displaystyle f(z)=h(\wp (z))}, де h раціональна.
- Еліптичні функції не є елементарними, це було доведено Якобі в 1830-х роках.

- Множина еліптичних функцій з однаковими періодами утворює поле.

- Похідна еліптичної функції теж є еліптичною функцією з тими ж періодами.